# 컬링
컬링(curling)은 빙판 위에 스톤을 미끄러뜨려 네 개의 동심원으로 분할된 목표 지점에 위치시키는 스포츠이다. 컬링은 볼링, 불, 셔플보드와 관련이 있다. 4명의 선수로 구성된 양 팀은 빙판에 표시된 원형 표적인 하우스를 향해 컬링 시트 빙판 위에 스톤, 또는 락이라고도 부르는 무겁고 광택이 있는 화강암 돌을 차례대로 미끄러뜨린다. 각 팀은 8개 스톤을 가지고 선수마다 2개씩 스톤을 투구한다. 컬링의 목적은 게임을 따내기 위해 득점을 최대로 누적하는 데 있다. 각 엔드를 끝마칠 때 하우스 중심에 가장 가깝게 놓인 스톤에 대해 득점을 매긴다. 각 엔드는 양 팀이 보유한 스톤 전부를 투구하면 종료된다. 한 게임은 보통 8엔드 또는 10엔드로 구성된다.
컬링 선수는 스톤을 미끄러뜨릴 때 살짝 회전을 가해 곡선 경로를 유도할 수 있으며 스톤의 운동 경로는 컬링 시트를 따라 미끄러지는 스톤의 주변을 브룸을 들고 따라가는 스위퍼에 의해 추가로 영향을 받을 수 있다. 스톤 스위핑은 커브를 줄여주고 스톤의 속도를 저하시키는 마찰력을 줄여준다. 전략과 팀웍의 상당 부분은 매 상황마다 스톤의 이상적인 경로와 위치를 선택하는 데 있다. 그래서 컬링을 두고 "빙판 위의 체스"이라는 별명으로 부르기도 한다.

## 역사

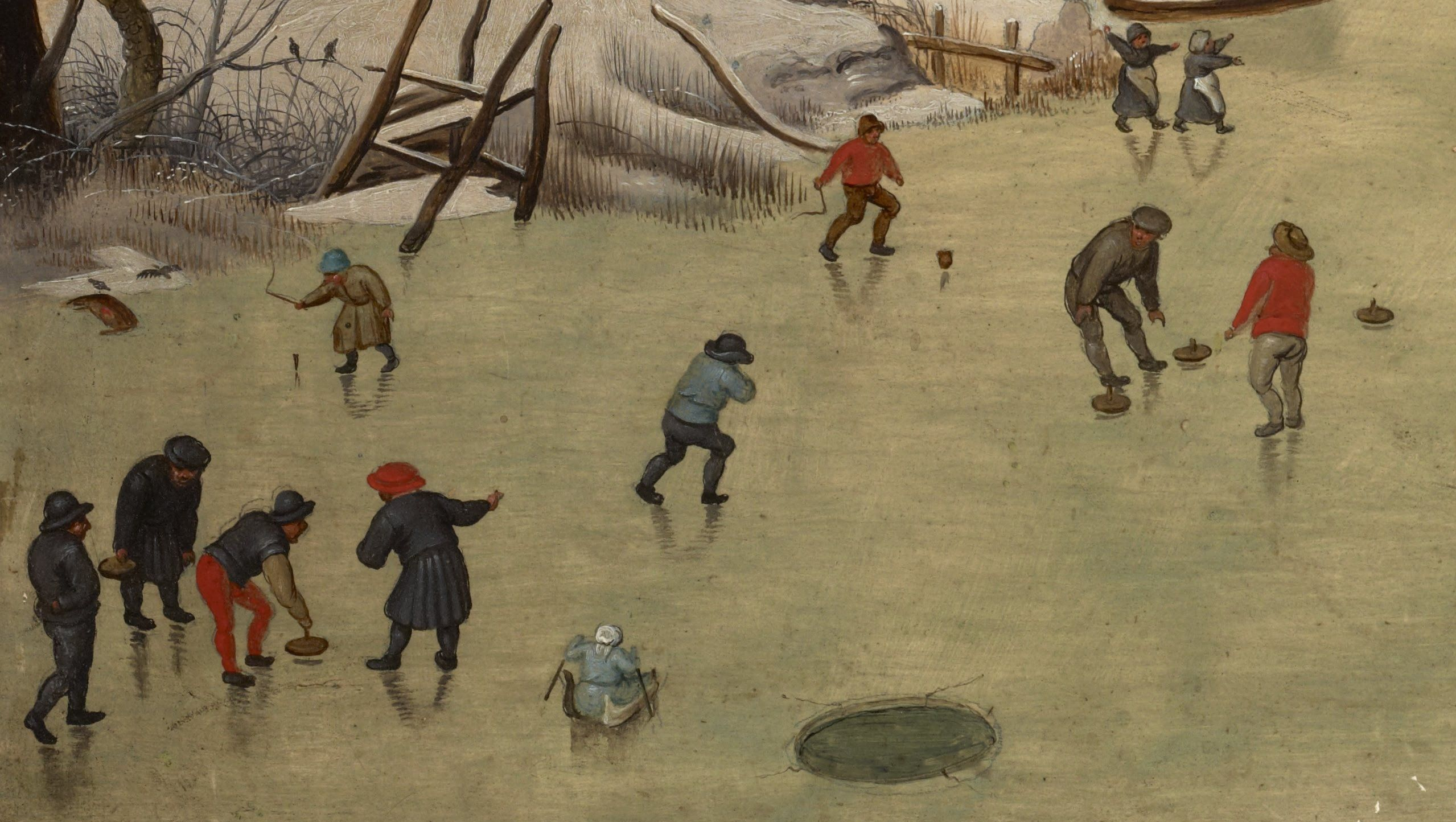
브뤼헐의 1565년 작품 새덫이 있는 겨울 풍경을 실사한 복제품

16세기 초 스코트랜드에 컬링이 존재했다는 증거로 삼을 수 있는 1511년 날짜가 새겨진 스톤이 스코틀랜드 던 블레인 소재의 오래된 연못의 물이 빠지면서 발굴되었다. 세계에서 가장 오래된 컬링 스톤과 축구공이 현재 스털링 박물관에 보관되어 있다. 빙판 위에 스톤을 사용한 것을 보여주는 최초 서면 자료는 1541년 2월 렌프루셔의 페이슬리 수도원 기록에서 나왔다. 대 피터르 브뤼헐의 그림 두 점 새덫이 있는 겨울 풍경과 눈 속의 사냥꾼 (주 점 모두 1565년 작) 속에 브룸은 없지만, 프랑드르 농민이 컬링하는 모습을 그리고 있다. 당시에 스코틀랜드와 저지대 국가에서는 교역과 문화 교류가 활발했다. 골프의 역사를 봐도 그 점이 확연해진다.

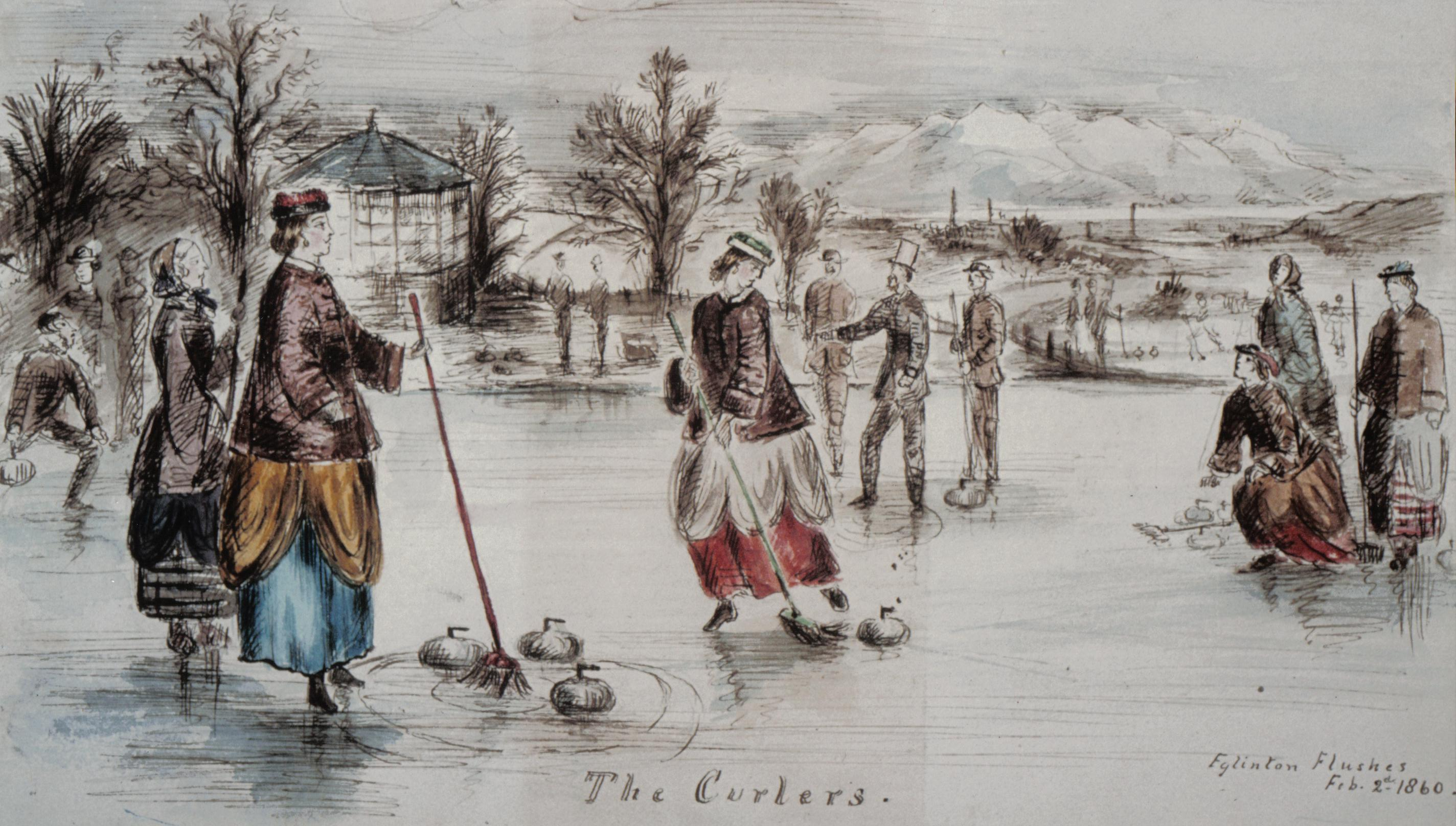
1860년 스코틀랜드 애이셔 에글링턴 캐슬에서 벌어지고 있는 컬링 경기 컬링 하우스가 그림 왼쪽에 위치하고 있다.

'컬링'이란 단어는 1620년 스코틀랜드 퍼스(perth)시에서 인쇄된 헨리 아담슨이 쓴 시에 처음으로 등장한다. 컬링 스포츠는(지금도 여전히 스코틀랜드와 스코틀랜드인이 정착한 뉴질랜드 남부 등지에서) "포효하는 게임"으로 알려져 있다. 그 이유는 페불(경기장 표면에 입힌 물방울)을 따라 진행하는 과정에서 스톤이 발생시키는 소리때문이다. 동명사 컬링은 스톤의 움직임을 묘사하는 스코트어(와 영어) 동사 컬(curl)에서 형성되었다.단어 컬은 스톤의 움직임을 묘사한다.

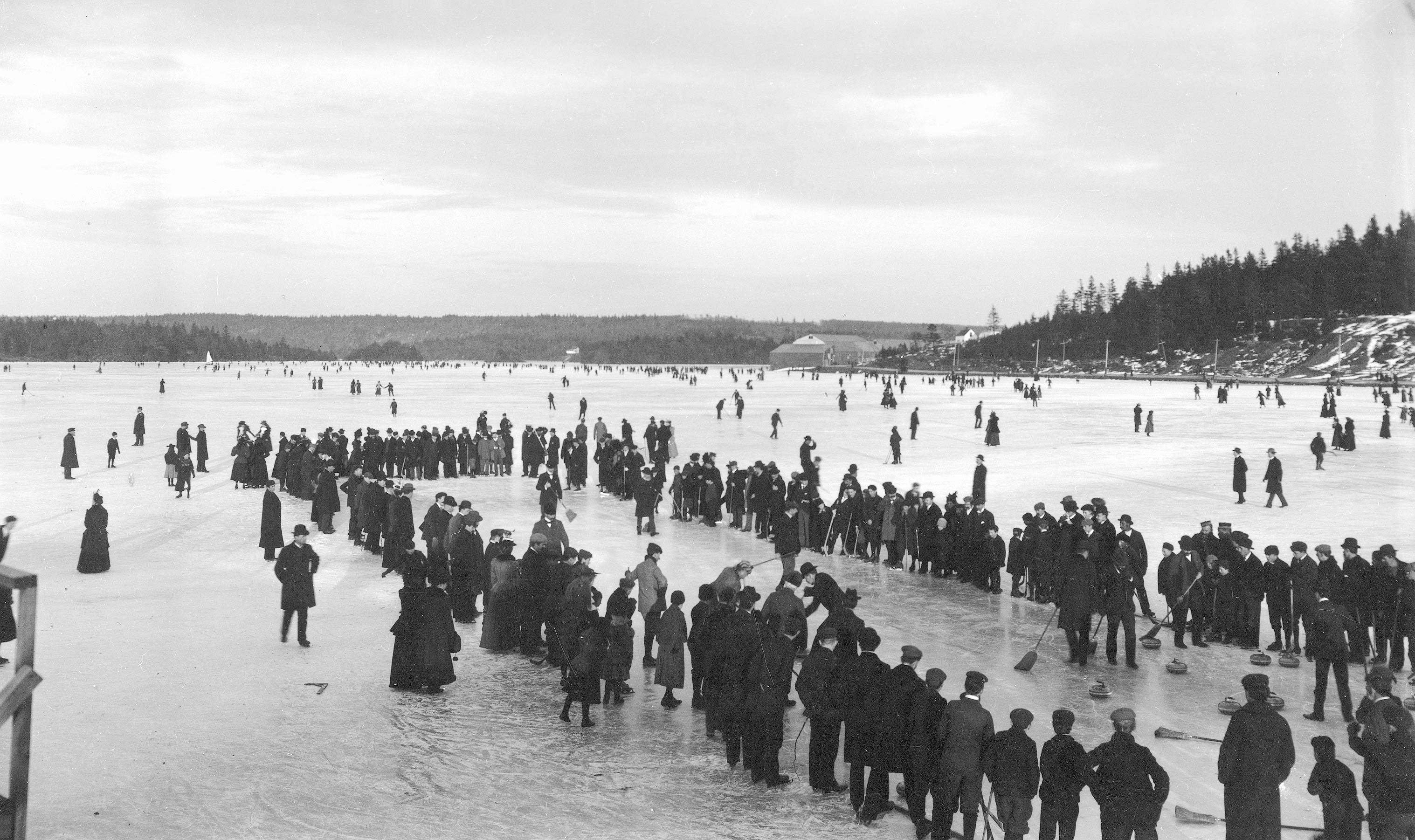
1897년 무렵: 캐나다 노바스코냐주 다다트머스 소재 호수에 사람들이 단체로 컬링하는 모습.

킬시스 컬링 클럽은 세계 최초의 컬링 클럽임을 자처한다. 이 클럽은 1716년에 공식 설립되었다. 동 클럽은 오늘날에도 여전히 존재한다. 킬시스 사람들은 콜지움 연못이 세계에서 가장 오래된 컬링용 연못임을 자부한다. 이 연못은 낮은 댐 형태로 100m × 250m 크기의 낮은 풀장이다.

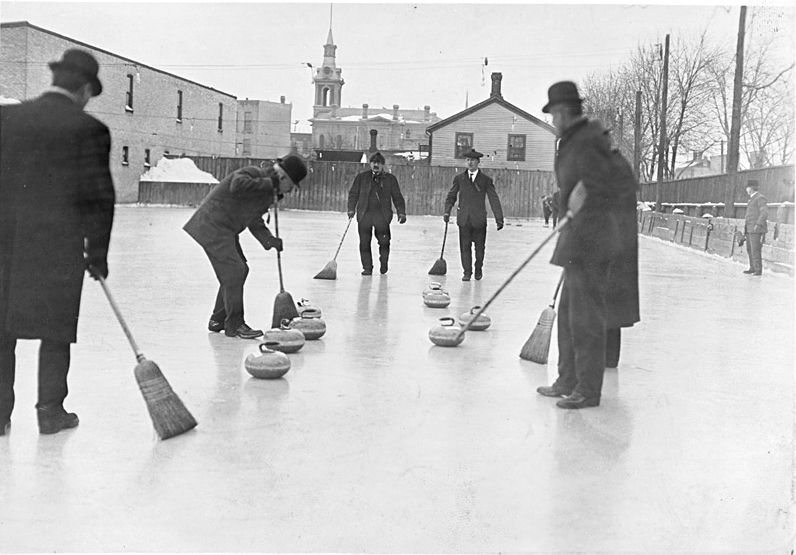
1909년 캐나다 온타리오주 토론토에서 남자들이 컬링하는 모습

컬링 역사 초기에는 강이나 들판에 있는 밑둥이 납작한 돌덩이가 그냥 경기용 스톤이었다. 당시 스톤은 손잡이가 없고 크기, 모양, 결 등이 고르지 않았다. 초기에 일부 스톤은 10핀 볼링공과 유사하게 손가락이나 엄지를 끼우기 위한 구멍이 있었다. 오늘날과는 다르게 '컬'이나 속도 조절이 가능하지 않아 정확성과 기술, 전략보다는 운에 의존하였다. 컬링 경기는 종종 얼어 붙은 강에서 경기가 펼쳐졌다. 상당수 스코틀랜드 마을에서는 컬링 용도의 연못을 만들기도 했다. 예를 들어 스코틀랜드의 시인 데이비드 그레이는 커큰틸로크의 러기 워터에서 위스키 마시는 컬링하는 사람을 묘사했다.

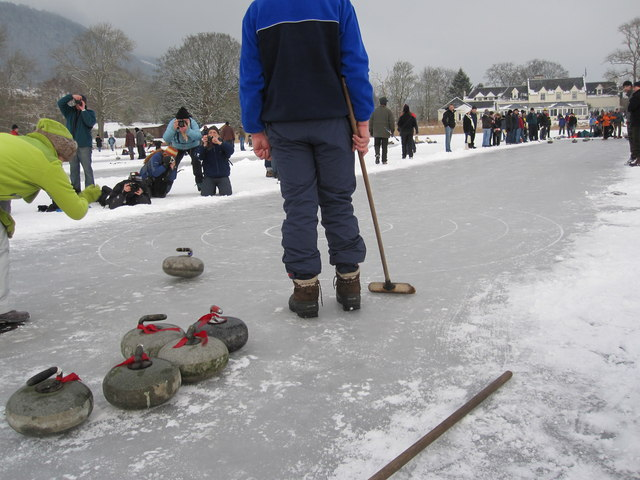
2010년부터 멘티스 호수에서 펼쳐진 컬링. 최근 공식 그랜드 메치는 1979년 이곳에서 개최되었다.

이스트에어셔의 다르벨에서는 직조공이 베틀의 경사빔(도투마리)에 추처럼 달린 무거운 스톤을 활용하여 컬링 경기를 하면서 기분을 풀었다. 이 스톤에는 탈착이 가능한 손잡이를 장착할 수 있었다. 아낙내들은 남편의 황동색 컬링 스톤 손잡이를 다음에 써먹기 전까지 광택이 나게 닦아서 벽난로에 보관했다. 캐나다 중부 지역에서 컬링하던 사람들은 19세기 초까지 스톤보다는 철을 종종 사용했다. 철을 활용한 나라는 캐나다가 유일한 것으로 알려진 반면, 다른 나라는 얼음과 나무를 채운 통으로 시험을 했다.
16세기와 19세기 사이 스코틀랜드에서는 실외 컬링이 매우 인기가 높았다. 왜냐하면 겨울철 기후가 컬링하기 좋은 빙판 상태를 제공했기 때문이다. 스코틀랜드는 컬링 경기의 국제 운영 기구인 세계 컬링 연맹의 본거지다. 세계 컬링 연맹은 컬링의 마더 클럽인 로열 칼레도니안 컬링 클럽 산하 위원회에서 시작되었다.
오늘날 컬링 스포츠는 스코틀랜드계 캐나다인이 수입해와 캐나다에서 확고하게 자리잡았다. 지금도 북미에서 활약 중이며, 가장 역사가 오래된 컬링 클럽인 로얄 몬트리올 컬링 클럽은 1807년에 설립되었다. 미국 최초의 컬링 클럽은 1830년에 창설되었고, 19세기 말 이전에는 스코틀랜드인에 의해 스위스와 스웨덴에도 소개되었다. 오늘날 유럽 전역에서 컬링 경기를 즐기고 있으며 브라질, 일본, 호주, 뉴질랜드, 중국, 한국에까지 전파되었다.
1959년 스코틀랜드 폴커크와 에든버러에서 열린 최초의 컬링 세계 선수권 대회는 남자 팀에만 국한되었고 스카치컵(Scotch Cup)이라고 알려졌다. 첫 세계 타이틀은 캐나다 서스캐처원주의 리자이나 출신 캐나다 선수들이 우승했으며 당시 팀의 스킵은 어니 리처드슨이었다. (스킵은 경기를 전체적으로 주도하는 팀원이다. 아래 참조)
컬링은 여성과 소녀들에게 인기 있는 스포츠 종목으로 손꼽인다.

### 올림픽 컬링

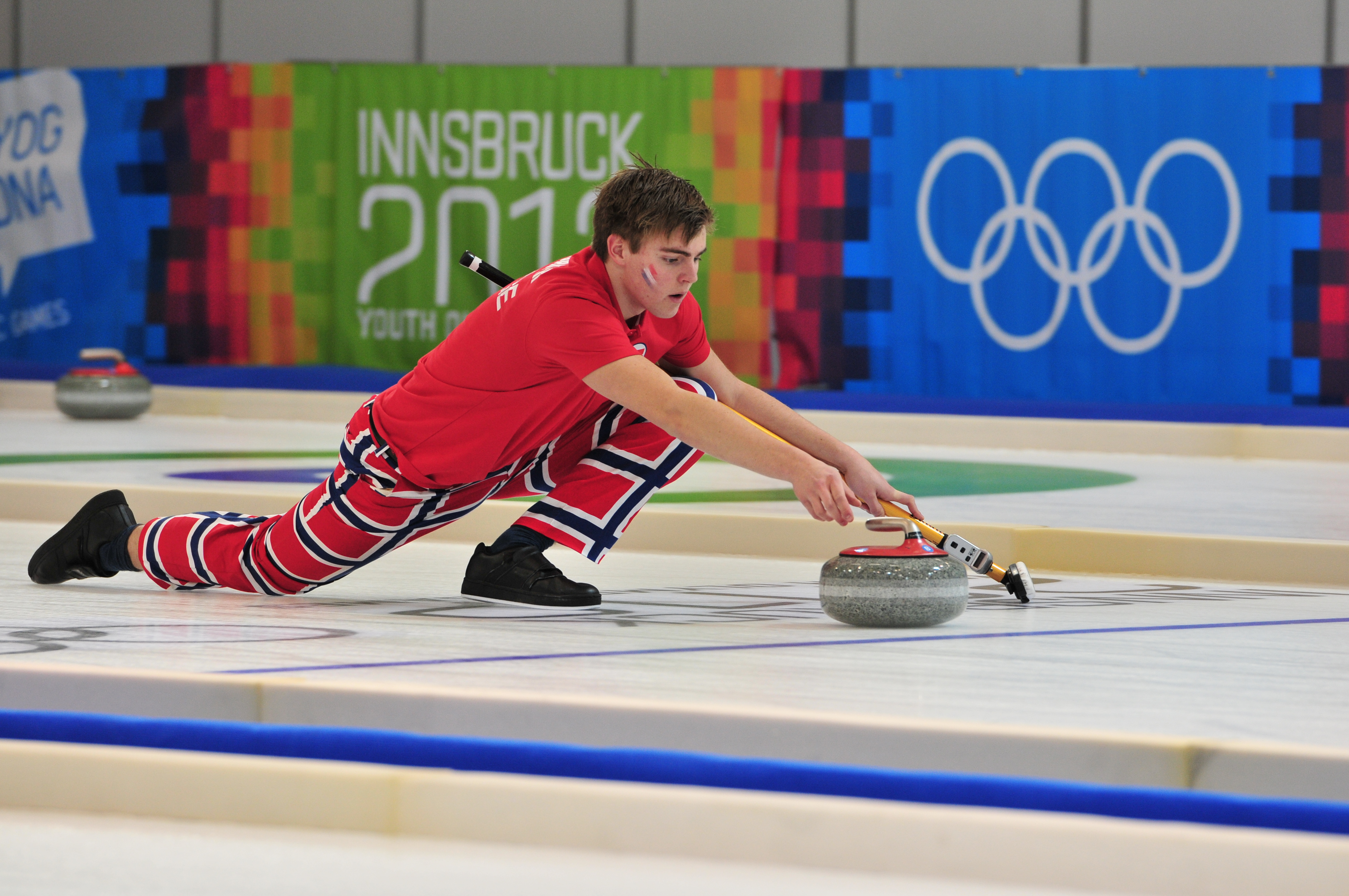
2012년 동계 청소년 올림픽 컬링 경기

컬링 픽토그램

컬링은 1998년 동계 올림픽부터 동계 올림픽 정식 종목으로 채택되었다. 현행 경기 종목에는 남자, 여자, 믹스더블 토너먼트가 있다. (믹스더블 종목은 대한민국에서 열린 2018 평창 동계올림픽에서 최초로 개최되었다.)
2002년 2월 국제 올림픽 위원회는 (애초 "Semaine des Sports d'Hiver" 또는 국제 동계 올림픽 위크라고 칭하던) 1924년 동계 올림픽 컬링 경기부터 더 이상 시범 종목이 아니라 정식 종목으로 간주하도록 소급 적용하기로 결정하였다. 이에 따라 컬링 종목 최소 올림픽 메달은 당시 실외에서 경기가 열렸던 1924년 동계 올림픽 컬링 선수에게 수여되었다. 영국 및 아일랜드가 금메달을 획득하고 스웨덴이 두 개의 은메달을 획득하고, 프랑스가 동메달을 획득했다. 1932년 동계 올림픽에서도 컬링 경기가 시범 종목으로 개최되었고 캐나다 4개팀과 미국 4개팀이 출전한 당시 경기에서 캐나다와 미국은 각각 12승과 4승을 거두었다.
캐나다는 2006년과 2010년, 2014년에 금메달을 획득했고, 1998년과 2002년에는 은메달을 획득하는 등 1998년 올림픽 이후로 컬링 종목을 지배해왔다. 캐나다 컬링 여자 팀은 1998년과 2014년에 금메달을 땄고, 2010년에는 은메달을 2002년과 2006년에는 동메달을 획득했다. 캐나다 믹스더블 컬링 팀은 2018년에 금메달을 획득했다.
대한민국 선수들의 약진도 두드러졌는데, 여자 컬링 종목에서는 2014년 소치 올림픽 당시 스킵 김지선을 필두로 한 경기도청 컬링팀이 처음으로 올림픽 본선에 진출해 8위의 성적을 올렸고, 2018 평창 동계 올림픽에는 스킵 김은정을 앞세운 경북체육회 컬링팀이 사상 최초로 은메달을 획득하기도 했다.

### 세계 컬링 선수권 대회
매년에 개최되는 세계 컬링 선수권 대회에 열리는 행사이다. 세계 컬링 연맹이 주관하며, 남자, 여자, 혼성, 휠체어 등의 경기로 이루어져 있다. 대한민국은 현재까지 여자 컬링에서 세 개의 메달을 보유하고 있는데, 2019년 김민지가 스킵을 맡은 춘천시청이 한국 컬링 역사상 첫 주니어 세계선수권 동메달을 획득했고, 2018에는 김은정이 이끄는 강릉시청 '팀 킴'이 은메달을, 2024년에는 김은지가 스킵을 맡은 경기도청이 동메달을 따냈다.

## 장비

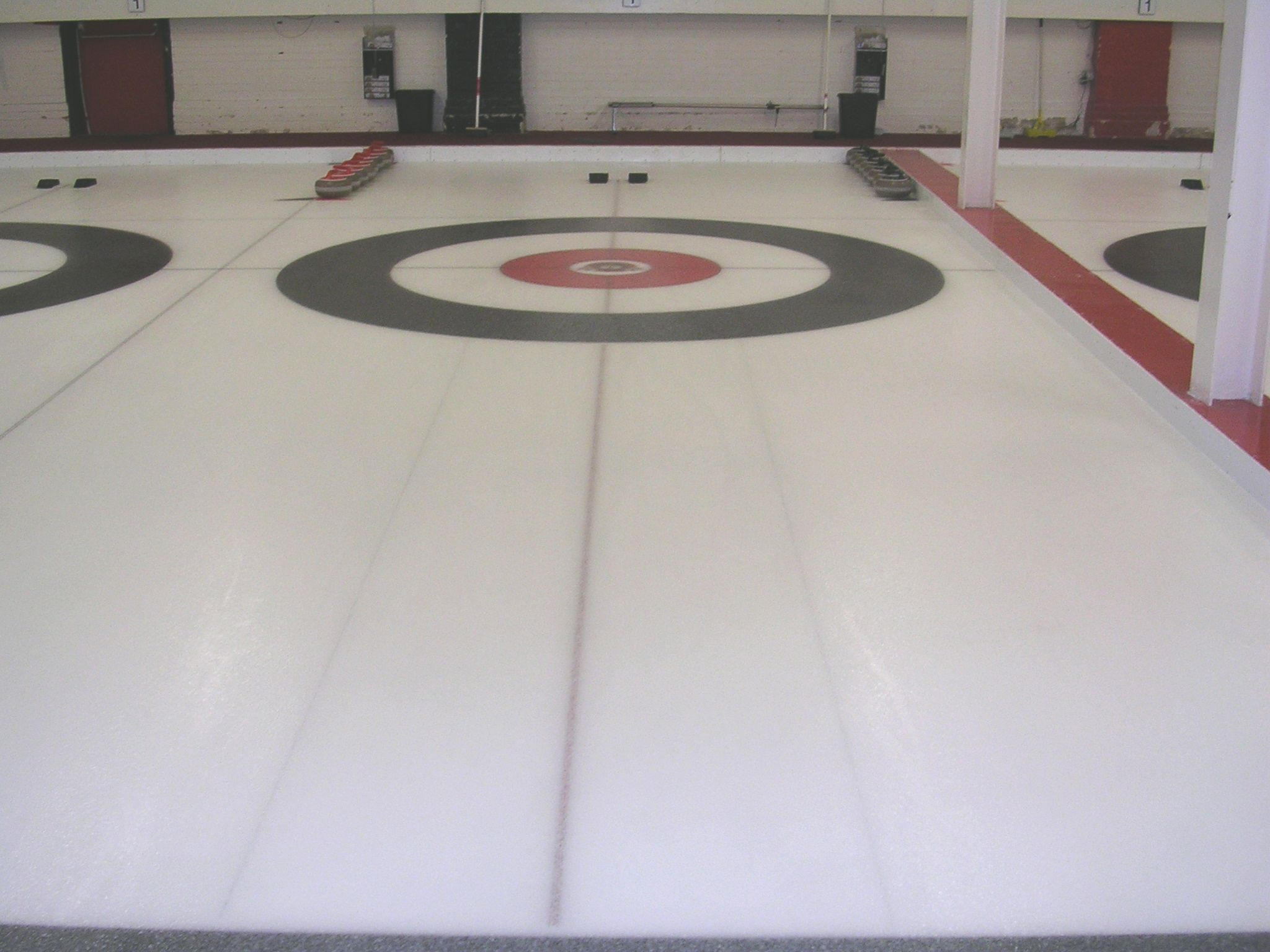
사진은 컬링 플레이 구역을 보여준다. 스톤은 호그 라인과(사진 하단 끝) 백라인(동그라미 뒤쪽) 사이에 도착해야만 하며 (양 측방) 분리대나 사이드 라인도 접촉할 수 없다.

### 컬링 시트
세계 컬링 연맹의 컬링 규칙에는 경기장 바닥을 컬링 시트라고 정의했다. 컬링 시트는 길이 150 피트 (45.72 m) X 너비 16.5 피트 (5.03 m)의 직사각형 빙판으로 최대한 평평하고 고르도록 정성을 들여 준비해야 한다. 컬링 시트의 좁은 경계면을 일컬어 백보드라고 한다. 길쭉한 모양 때문에 같은 경기장에 여러 시트를 나란히 배치하여 여러 게임을 동시에 펼칠 수 있다.
하우스 즉 표적은 길이 방향을 따라 중앙에 그려진 센터 라인과 백보드에서 16 피트 (4.9 m) 거리의 평행선인 티라인과 교차하는 지점을 중심으로 그려진다. 센터 라인과 티라인은 하우스를 4등분한다. 하우스는 중앙 동그라미인 버튼과 직경이 4피트, 8피트, 12피트 인 3개의 동심원으로 구성되며, 빙판 아래에 색을 넣은 비닐 시트를 깔거나 페인트 칠로 형태를 만들고 보통 색상으로 구분된다. 스톤은 득점이 되려면 최소한 원주 바깥쪽에 접촉해야만 한다. 그렇지 않으면 동그라미는 단순히 어떤 스톤이 버튼에 더 가까운지 판단하거나 겨냥을 위한 시각적인 도움밖에 안된다. 두 개의 호그 라인은 양끝 백보드에서 37 피트 (11 m) 거리에 그려진 평행선이다.
핵은 투구자가 투구할 때 발을 받치고 밀고 나가게 해주는 받침대로 버튼 뒤에 12 피트 (3.7 m) 거리에 고정되어 있다. 실내 링크에선 보통 고무 라이닝 구멍에 고정된 두 개의 핵이 센터 라인 양 옆에 있다. 두 개의 핵 안쪽 측면은 센터 라인에서 3 인치 (76 mm) 이하의 간격을 유지해야 하며 핵의 전면 경사 돌출부도 핵라인에서 3 인치 (76 mm) 이하여야 한다. 이동식 단일 핵도 사용할 수 있다.
얼음은 자연그대로의 것일 수도 있지만, 일반적으로 냉동 플랜트를 이용해 동결한다. 얕은 물받이 바닥에 세로로 고정시킨 수많은 파이프를 통해 염수 용액을 펌핑하는 방식이다. 대다수 컬링 클럽에는 아이스 메이커가 있으며, 주로 얼음을 관리하는 역할을 한다. 중요한 컬링 챔피언십에서는 얼음 유지가 매우 중요하다. 브리어나 여타 국내외 챔피언십과 같은 대규모 이벤트는 일반적으로 아이스 메이커에게 어려운 과제를 안겨주는 경기장에서 개최된다. 아이스 메이커는 쉴 세 없이 이어지는 경기에 적합한 빙판을 담보하기 위해 기온과 습도 수준을 계속 모니터링하고 조정해야 한다. 개별 얼음 시트마다 표면 온도를 모니터링하기 위해 여러 센서가 내장되어 있으며 (습기를 모니터링하기 위해) 관람 구역과 (압축 공기 공급 및 순환 온도를 모니터링하기 위해) 압축 공기 통제실에는 탐침이 설치되는 것이 보통이다. 얼음의 표면은 23 °F (−5 °C) 정도의 온도가 유지된다.
경기에 적합한 여건 조성의 관건은 빙판에 페블이 형성되도록 물방울을 분사해 결빙시키는 일이다. 페블된 빙판 표면은 오랜지 껍질과 닮아있다. 스톤은 오톨도톨한 빙판 위를 이동한다. 스톤이 페블 위로 이동하면 스톤에 가한 회전에 따라 스톤을 안쪽 또는 바깥쪽으로 컬하게 만든다. 컬의 정도는 (보통 피트 오브 컬이라고 한다.) 페블이 마모됨에 따라 달라질 수 있기 때문에 아이스 메이커는 페블을 반드시 모니터해야 하며 매 경기 직전에 긁어내고 표면을 다시 오톨도톨하게 만들어야 한다.

### 컬링 스톤
컬링 스톤은(북아메리카에서는 종종 락으로 칭함) 화강암으로 만들었고 세계 컬링 연맹이 규격을 정한다. 무게는 38–44 파운드 (17.24–19.96 kg), 최대 원둘레는 36 인치 (914.4 mm), 최소 높이는 4.5 인치 (114.3 mm)이다. 빙판과 접촉하는 유일한 부분인 주행 표면(running surface)은 폭이 0.25–0.50 인치 (6.4–12.7 mm)의 납작한 원형 띠로 직경이 5 인치 (130 mm)이다. 스톤의 측면 돌출부는 하단 띠 쪽으로 볼록하며 띠 안쪽으로 아이스를 치워낼 수 있도록 오목하게 파여있다. 이렇게 오목한 밑바닥은 1870년 이후 캐나다 온타리오 토론토 출신 J. S. 러셀이 처음 제안했으며 이후 스코틀랜드의 석재 제조업자 앤드류 케이에 의해 채택되었다.
컬링 스톤의 재료 화강암의 원산지는 스코틀랜드 에어셔 주 연안에 있는 섬 아일사 크레이그와 웨일즈의 화강암 채석장 트레퍼 두 곳이다.
아일사 크레이그는 전통적인 원산지로 블루혼과 아일사 크레이그 커먼그린 두 가지 종류의 화강암을 산출한다. 불루 혼은 수분 흡수가 매우 적어 반복적인 수분 동결을 막아 스톤의 마모를 방지한다. 아일사 크레이그 커먼그린은 블루혼에 비해 품질이 낮다. 과거에는 컬링 스톤 대부분이 블루혼 재료로 만들어졌지만, 현재 야생 동물 보호 구역이라 폭파를 배제하는 환경 조건에 따라 채석장은 제한된다.
스코틀랜드의 케이스(Kays)사는 1851년부터 이스트에어셔의 모이클린에서 컬링 스톤을 제조하고 있다. 케이스사는 아일사 후작의 인가를 얻어 아일사 크레이그 화강암에 대한 배타적 권한 보유하고 있다. 아일사 후작 일가는 1560년 이래로 스코틀랜드 섬을 소유하고 있다. 영국의 인구 조사에 따르면 앤드류 케이(Andrew Kay)는 모이클린 소재 컬링 스톤 공장에 30명을 고용하고 있다. 케이스사의 아일사 크레이그 화강암 산출(産出)은 11년간의 휴지기 이후에 2013년부터 2천톤을 생산했으며 적어도 2020년까지는 예상 주문량을 충분히 감당할 수 있다. 케이스사는 1924년 샤모니(Chamonix)에서 열린 동계 올림픽 이후에 컬링 스톤 공급에 참여해왔으며 2006년 동계 올림픽 이후론 올림픽에 컬링 스톤을 제공하는 유일한 제조업체이다.
트레퍼 화강암은 웨일즈 귀네드의 린 반도 소재 "여 이블"(Yr Eifl) 산계(山系)나 린 반도 해안가 트레퍼 마을에 있는 트레퍼 화강암 채석장에서 산출된다. 1850년 이래로 그곳에서 화강암이 생산됐다. 트레퍼 화강암은 분홍색과 파란색, 회색 음영을 띤다. 웨일즈 채석장은 컬링 스톤 용도의 화강암을 캐나다의 '컬링 스톤 컴퍼니(Curling Stone Company)에 배타적으로 공급한다. 당 캐나다 기업은 1992년 이후로 스톤을 생산해왔고 2002년 동계 올림픽에 컬링 스톤을 공급했다.
손잡이는 스톤 중앙에 있는 구멍을 통해 수직으로 이어지는 볼트로 연결된다. 손잡이를 통해 스톤을 잡을 수 있으며 놓을 때 회전을 가할 수 있다. 이 때 가해진 회전력이 제대로 준비된 빙판 위에선 스톤의 선단부가 선회하는 방향으로 스톤의 경로를 꺾거나 휘돌게(컬) 만든다. 특히 스톤 속도가 느릴 때 더 꺾인다. 손잡이는 각 팀을 식별하기 위해 색상이 정해진다. 메이저 토너먼트에서 인기있는 두 가지 색상은 빨간색과 노란색이다. 컬링 경기에서는 호그아이라고 알려진 전자 손잡이를 장착해서 호그 라인 위반을 판별할 수 있다. 투구자의 손이 호그 라인을 통과할 때 손잡이와 접속 상태인지 전자적으로 판별하여 손잡이 밑에 불빛으로 위반 여부가 표시된다. 호그아이(eye on the hog)는 사람의 실수를 없애주고 호그라인 심판도 불필요하게 만든다. 높은 수준의 국내외 대회에서는 필수 조건이지만, 현재 개당 가격이 650달러 정도이기 때문에 대다수 컬링 클럽에서 장만하기엔 지나치다.

### 컬링 브룸

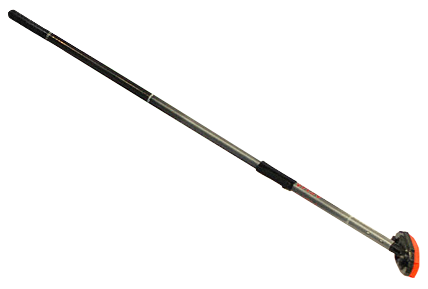
컬링 브룸

컬링 브룸 또는 브러시는 스톤의 진행 경로를 따라 얼음 표면을 닦는데 사용된다. (스위핑 참조) 또한, 스톤 딜리버리 과정에 투구자가 균형을 잡는 도구로 활용된다.
1950년 이전에 대부분의 컬링 브룸은 옥수수 줄기로 만들어졌으며 당시 가정용 비와 비슷했다. 1958년에 몬트리올 출신 펀 마쳐솔트는 옥수수 짚을 비의 중심부 안쪽으로 말았다. 이런 형태의 옥수수 브룸을 일컬어 "블랙잭"(The Blackjack, 검정곤봉)이라고 한다.
이 시기에는 추후 "링크렛"(Rink Rat)과 같은 옥수수보다는 인조 직물로 만든 인공 브룸도 일반화되었다. 60년대 후반 이전에는 옥수수 브룸 대용으로 "스코티시"(Scottish) 컬링 브러시를 일부 스코틀랜드 사람이 주로 사용하기도 했고 기술 습득이 쉽다는 이유로 취미로 즐기는 사람들이나 노인 컬러들도 사용했다. 60년대 후반 앨버타주 캘거리 출신의 경쟁력을 갖춘 존 메이어와 브루스 스튜어트, 폴 거슬이 스킵이였던 세계 주니어 챔피언팀은 컬링 브러시가 옥수수 브룸에 흔하게 사용되는 돌출부 없이도 그 만큼의 (혹은 그 이상) 효과를 낼 수 있음을 증명했다. 당시 경쟁력을 갖춘 컬링 서클 안에서는 컬링 브러시와 브룸 중 어떤 스위핑 장비가 더 효과적인지 많은 논란이 있었다. 대다수 컬러들이 비용이 적게 들고 더 효과적인 브러시로 교체하면서 결국 브러시가 승자가 되었다. 오늘날 모든 컬링 레벨에서 전통적인 옥수수 브룸이 컬링 브러시로 대체되면서 옥수수 브룸을 정기적으로 사용하는 경기자를 찾아 보기 드물다.
컬링 브러시에는 직물, 돼지 머리털 또는 말 머리털이 쓰일 수 있다. 현대식 컬링 브러시 손잡이는 보통 일정 길이의 목봉 대신 섬유 유리 또는 탄소 섬유 재료로 만들어진 중공(中空) 튜브이다. 이 중공 튜브 손잡이는 나무 손잡이보다 가볍고 강해서 빠른 스위핑이 가능하며 축대의 굽힘이 줄어 브룸 머리에 더 많은 하향 힘을 가할 수 있다. 신형 "방향탐지물"(directional fabric) 탑재 브룸은 이용하는 선수들에게 유리해 불공정하다는 비난에 휩싸였다. 요구되는 스위핑 기술 수준이 낮아지게 되어 컬링 스포츠의 기본 원리를 훼손한다고 선수들은 우려한다. 이 신형 브룸은 2015-2016 시즌 동안 세계 컬링 연맹과 컬링 캐나다에 의해 일시적으로 금지되었다. 이 신형 브룸은 스위퍼에게 스톤의 진행 방향에 대한 전례 없는 통제력을 제공한다.

### 컬링 신발

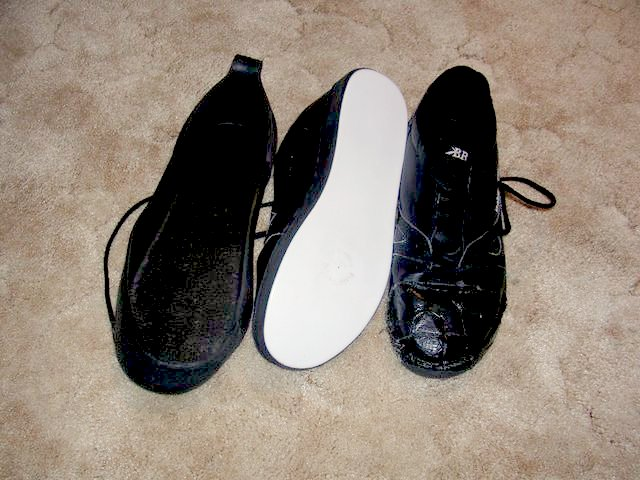
컬링 신발, 슬라이딩 밑창을 드러냄

컬링 신발은 밑창이 다른 것을 빼면 일반적인 운동화와 유사하다. 슬라이더 슈(슬라이더)라고 하는 밑창은 미끄럼 타는 발에 맞춰 고안된 것이고 그리퍼 슈(그리퍼)는 핵을 딛는 디딤발에 맞춘 것이다.
슬라이더는 미끄러지도록 설계되었으며 일반적으로 테프론 밑창이 있다. 슬라이더는 투구자가 핵을 딛고 딜리버리하는 과정에서 닳게 되어있다. 또한, 스위퍼가 스위핑할 때나 빙판을 신속하게 미끄러져 이동하는 과정에서도 닳는다. 한때 스테인리스 스틸이 사용된 슬라이딩 밑창을 흔히 볼 수 있었고, 밑면에 PVC 블록이 있는 레드 브릭 슬라이더도 있었다. 컬링 신발 대부분은 밑창 전체에 슬라이딩 표면이 달렸지만, 일부 신발의 경우 신발의 윤곽선에만 슬라이딩 표면이 있는 경우와 밑창 전체에 슬라이더에 기능성을 강화한 신발도 있다. 일부 신발에는 발끝 부위와 뒤꿈치 부분을 덮는 작은 디스크 슬라이더도 있고 발끝 부분에만 디스크가 달려있는 경우는 "턱 틸리버리"를 이용하는 컬러의 슬라이딩 발끝(앞부분)을 구부릴 수 있게 해준다. 플레이어가 투구하지 않을 때는 슬립온 그리퍼를 사용하여 플레이어의 슬라이더 신발이 미끄럽지 않게 일시적으로 전환할 수 있다. 보통의 운동화는 스텝온 또는 슬립온 테프론 슬라이더를 사용하거나 창 또는 거퍼 테이프를 발바닥이나 골판지에 대고 직접 붙여서 슬라이더로 전환할 수 있다. 이런 조정은 종종 평상시에 초보 경기자에게 적합하다.
그리퍼는 투구자가 딜리버리 과정에 핵을 딛는 디딤발에 착용해서 얼음에 붙도록 고안되었다. 미끄럼 방지 신발에 맞는 두께의 밑창에 일반 운동화 밑창 또는 고무 재질의 특수 레이어가 그러퍼가 될 수 있다. 핵을 딛는 발끝 상단 표면도 투구자의 뒤쪽에서 얼음에 끌리기 때문에 마모를 줄이기 위해 고무 코팅이나 플랩(천)을 덧댈 수 있다.

### 기타 장비
다른 형태의 장비는 다음과 같다.
- 컬링 바지: 신축성이 좋아 컬링 딜리버리에 용이하다.
- 스톱 워치: 스톤의 스피드를 측정하기 위해 정해진 거리에 도달하는 시간을 재는 기구이다.
- 컬링 장갑과 벙어리 장갑: 양 손을 따뜻하게 유지하고 브룸을 손에서 놓치는 것을 최소화한다.

## 경기 방식

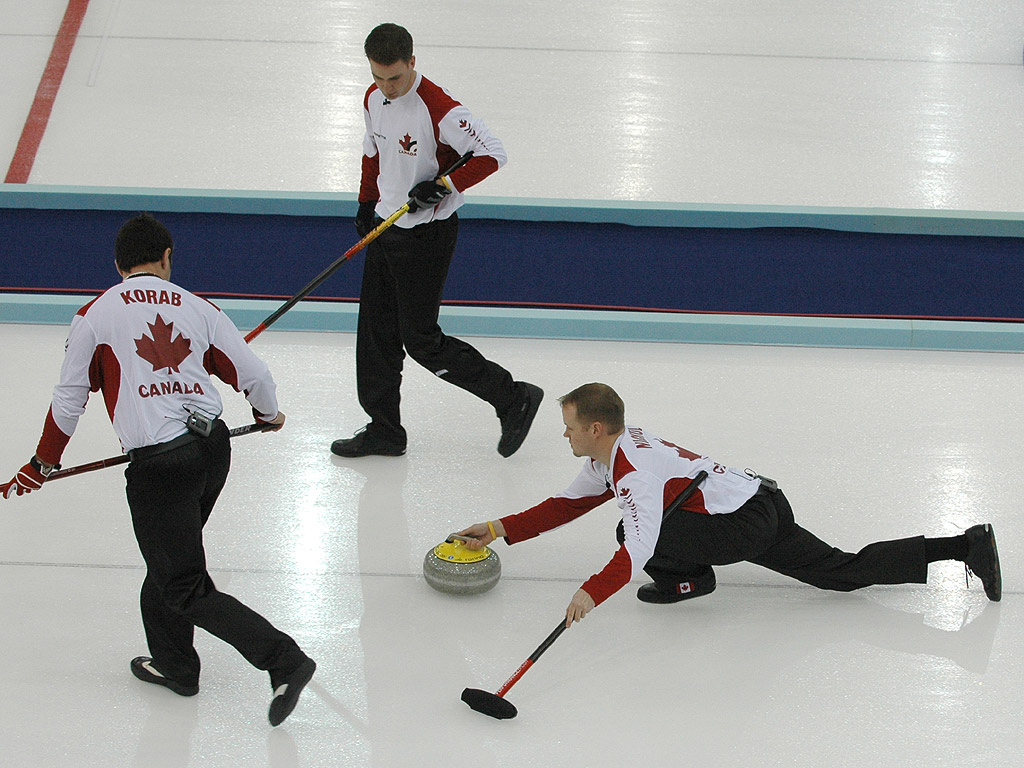
2006년 동계 올림픽에서 팀 캐나다 소속 마크 니콜스가 스톤을 투구하고 있는 가운데 팀 동료들은 이를 지켜보며 스위핑을 준비하고 있다. 컬링 선수는 딜리버리 중에 균형을 유지하기 위해 자신의 브룸을 활용한다.

경기의 목적은 하우스 중심에 있는 버튼에 상대 팀의 스톤보다 자기 팀의 스톤을 더 가까이 붙여서 득점하는 것이다. 각 팀은 먼 쪽 컬링 시트에서 순서를 바꿔가며 투구한다. 각 팀은 8개의 스톤을 투구해 총 16개를 투구하게 되면 한 엔드가 마무리된다. 경기 종료 시점에 양 팀이 동점이면 동점을 깰 수 있을 때까지 여러 엔드에 걸쳐 경기를 계속할 수 있다. 모든 엔드가 종료된 이후 가장 득점을 많이 한 팀이 승리하게 된다. 아래 점수 계산 참조. 컬링 게임을 이길 수 없다고 판단되면 경기를 포기할 수 있다.
국제 대회는 일반적으로 10엔드이므로 세계 선수권 대회 또는 올림픽에 대표를 출전시키게 되는 대부분의 전국 선수권 대회는 10엔드 경기를 치른다. 그러나 월드 컬링 투어에서는 8엔드 만으로 경기를 치르려는 움직임이 있다. 월드 컬링 투어의 대다수 토너먼트는 8엔드이며 대다수 취미로 즐기는 컬링 게임도 마찬가지다.
국제 대회에서 각 팀은 38분동안(혼성은 22분, 8엔드) 모든 투구를 완료해야 한다. 각 팀은 10엔드 게임당 60초 길이의 타임아웃이 허용된다. 추가 엔드로 가면 각 팀에게 4분 30초간의 경기 시간 안에 투구를 완료해야 하며 매 추가 엔드마다 60초의 타임아웃이 허용된다. 그러나 딜리버리 과정에서 투구자의 스톤이 T라인을 지나자마자 딜리버리하는 팀의 게임 타이머를 멈추는 싱킹 타임 시스템이 특히 캐나다에서 인기를 얻고 있다. 이 제도에서는 전략이나 전술을 결정할 수 있도록 10엔드에 38분이 또는 8엔드에 30분이 각 팀에게 허용된다. 아울러 추가 엔드에서는 한 엔드에 4분 30초가 허용된다. 싱킹 타임 제도는 (스톤이 멈추기까지 더 많은 시간이 걸리는 드로우나 저속의 샷을 이용해서) 공격적인 경기를 하는 팀이 샷 당 훨씬 적은 시간을 필요한 히트 샷을 주로 이용하는 팀과 비교해 시간의 관점에서 불이익을 당한다는 점이 확인된 이후에 시행되었다.

### 딜리버리
스톤을 컬링 시트 아래로 미끄러뜨리는 과정을 딜리버리라고 한다.
팀의 주장을 일컬어 스킵이라고 하며 대게 스톤의 적합한 라인과 턴, 웨이트를 결정한다. 이러한 결정 요소들은 게임이 펼쳐지는 시점의 전술에 따라 영향을 받는다. 해당 전술에는 테이크아웃과 블락킹, 태핑이 있다.
- 스톤의 웨이트는 스톤의 속도이며 팔보다는 딜리버리하는 다리의 추진력에 따라 달라진다.
- 턴 또는 컬은 곡선 궤도를 만드는 스톤의 회전이다.
- 라인은 턴 효과를 배제한 투구 방향이다.

스킵은 웨이트와 턴, 라인에 대한 정보 교환을 외침이나 빙판 위에 브룸을 찍는 식으로 할 수 있다. 테이크 아웃(걷어치우기)과 가드, 탭(가볍게치기)의 경우 스킵은 관련된 스톤을 지목한다.
딜리버리 전에 스톤의 표면을 깨끗하게 닦아내고 필요에 따라 빙판을 가로 지르는 경로를 브룸으로 쓸어낸다. 왜냐하면 스톤의 바닥이나 스톤의 경로에 이물질이 있으면 스톤의 진행 궤적이 바뀌거나 샷을 망칠 수 있기 때문이다. 이물질에 의한 침범을 픽업 또는 픽이라고 한다.

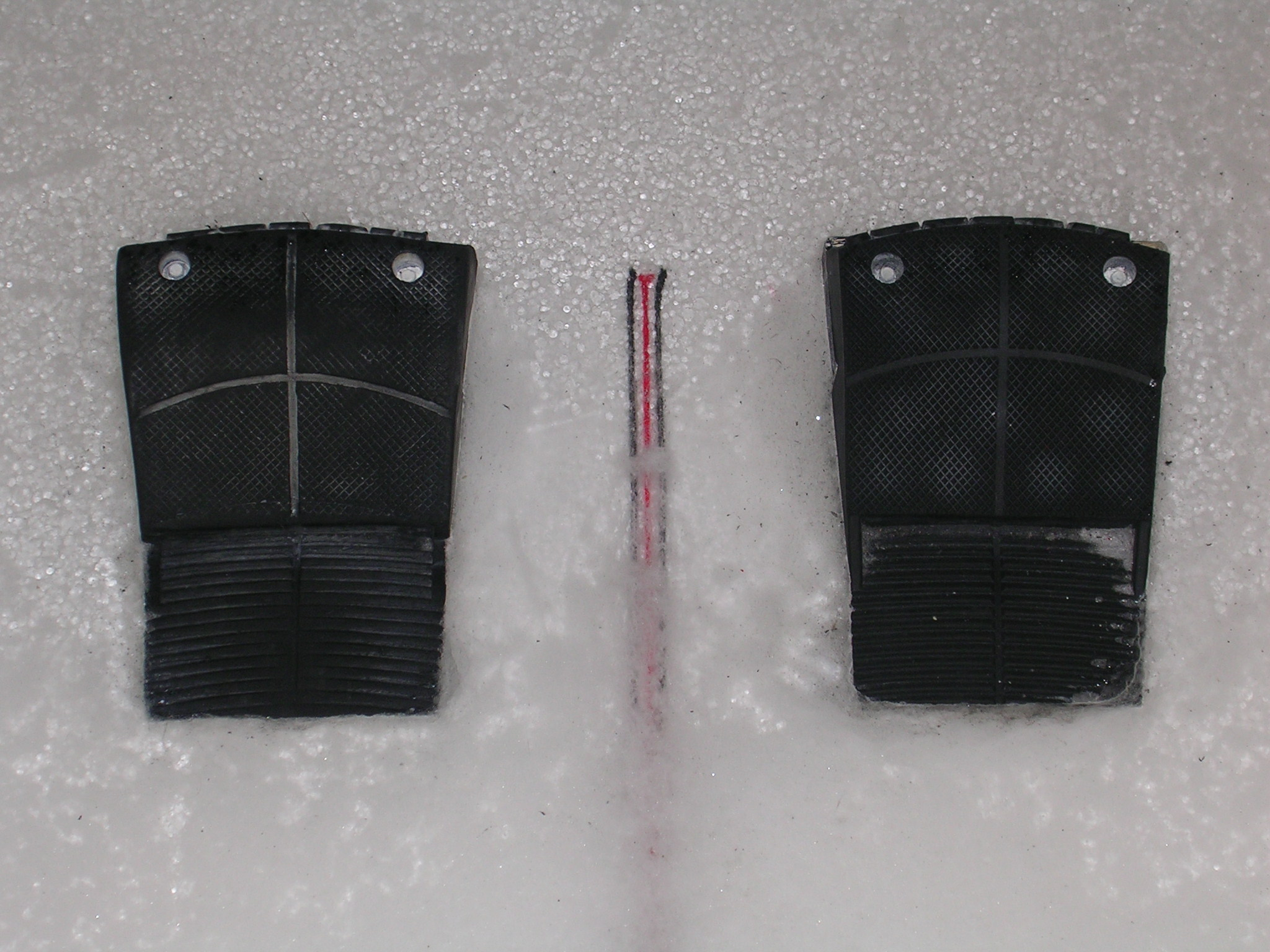
경기자는 핵을 딛고 밀고 나가면서 스톤을 보내야만 한다. 전세계적으로 사용되는 95%는 "마크로 핵"이다. 1980년대 마크로 페라로가 개발했다.

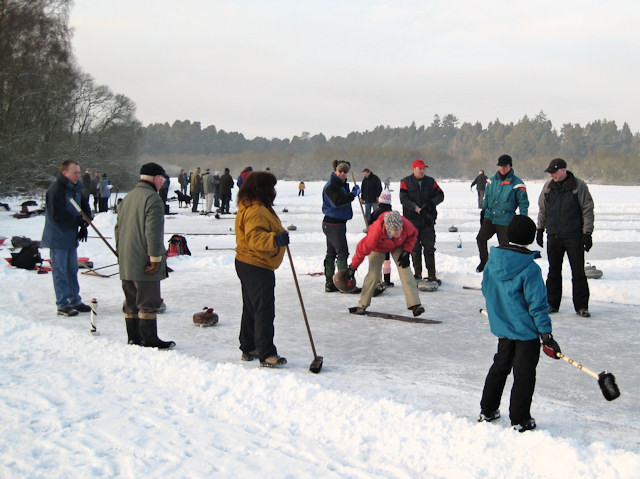
스토몬트 로치의 실외 컬링 모습실내에서 사용대는 핵이 아닌 철제 고정 지지대에서 스톤을 투구하고 있다.

투구자는 핵으로부터 투구한다. 다른 팀원은(대게 스킵)는 웨이트, 턴, 라인 등 전술을 결정하기 위해 버튼뒤에 자리를 잡는다. 나머지 두 명은 스톤의 진행 궤적에 영향을 미치도록 스톤 앞을 스위핑할 수 있다. (하단 스위핑을 보라). 스킵을 제외한 팀원은 투구와 스위핑을 번갈아 가며 한다. 경기자 한 명이 (예로 리드]가 투구하면 세컨드와 써드)는 스위핑한다. 스킵이 투구하면 써드(스킵 대행)이 스킵 역할을 맡는다.
투구자의 그리퍼 신을 (논슬리퍼리 밑창) 한쪽 핵에 위치시킨다. 오른손잡이 컬러는 오른쪽 발을 왼쪽 핵에 위치시키고, 왼손잡이 컬러는 왼발을 오른쪽 핵에 위치시킨다. 이제 핵 위치(in the hack)에 있는 투구자는 라인을 잡기 위해 상체의 어깨선이 빙판 먼 끝에 있는 스킵의 브룸과 직각이 되도록 맞춘다.
투구자는 이제 핵에 위치한 발 앞에 스톤을 놓는다. 핵에서 살짝 상체를 들어 올리면서 스톤을 뒤로 당긴 뒤에 (일부 원로 컬러는 사실상 스톤을 뒤쪽으로 들어 올리는 경우도 있다) 부드럽게 튀어나오듯 핵을 벗어나면서 스톤을 앞으로 밀어낸다. 이 과정에 슬라이드 발이 뒤로 늘어진 그리퍼 발 앞쪽에서 움직인다. 이렇게 튀어나오는 지르기가 스톤의 웨이트를 결정함에 따라 스톤의 주행 거리가 된다. 컬러 대부분은 핵으로부터 미끄러지듯 스톤을 투구하지만, 의무 사항은 아니다. 스톤이 없는 손에 들린 브룸의 도움을 받아 균형을 잡을 수도 있다. 이 때에 브룸의 머리 뒷 부분을 아래로 향하도록 해서 미끄러진다. 한 원로 작가는 "독사의 눈초리"로 과녁을 주시하라고 주문한다.
일반적인 평발 투구와 매니토바 턱 두 가지 형태의 딜리버리가 있다. 매니토바 턱은 컬러의 (슬리퍼리) 발끝만 접촉한 상태로 미끄러지며 투구한다.
투구자는 호그 라인에 근접할 때 스톤을 손에서 떼어 놓는다. 스톤을 떼어 놓는 시점에 시계 방향이나 반 시계 방향으로 턴을 가하기 위해(인턴, 아웃턴) 핸들을 두시나 10시 위치에서 12시로 튼다. 스톤이 멈춰 서기 전까지 전형적인 회전율은 2+1⁄2 바퀴 정도이다.
스톤의 앞쪽 가장자리가 가까운 쪽 호그라인을 넘어서기 직전에 스톤을 손에서 떼어 놓아야만 한다. 아울러 먼 쪽 호그라인도 넘어서야 하는데 넘지 못하면 해당 스톤은 경기에서 제거(호그)된다. 다만 호그라인을 통과한 인플레이 상태인 어떤 스톤의 영향으로 투구한 스톤이 튕겨 나와 먼 쪽 호그라인을 못 너머 서있을 경우는 예외로 취급한다. 이러한 투구 규칙은 남용이 의심되지 않는 이상 클럽 경기에서는 좀처럼 강제하지 않는다. 그러나 메이저 토너먼트에서는 엄수된다. 스톤에 부착된 호그 아이 센서가 스톤을 적법하게 투구했는지 여부를 표시한다. 스톤 핸들에 불빛이 녹색이면 적법하게 투구했음을 말해주며 적색일 경우는 적법하지 않은 투구라 스톤이 멈추길 기다리지 않고 곧바로 경기에서 배제하게 된다.

### 스위핑

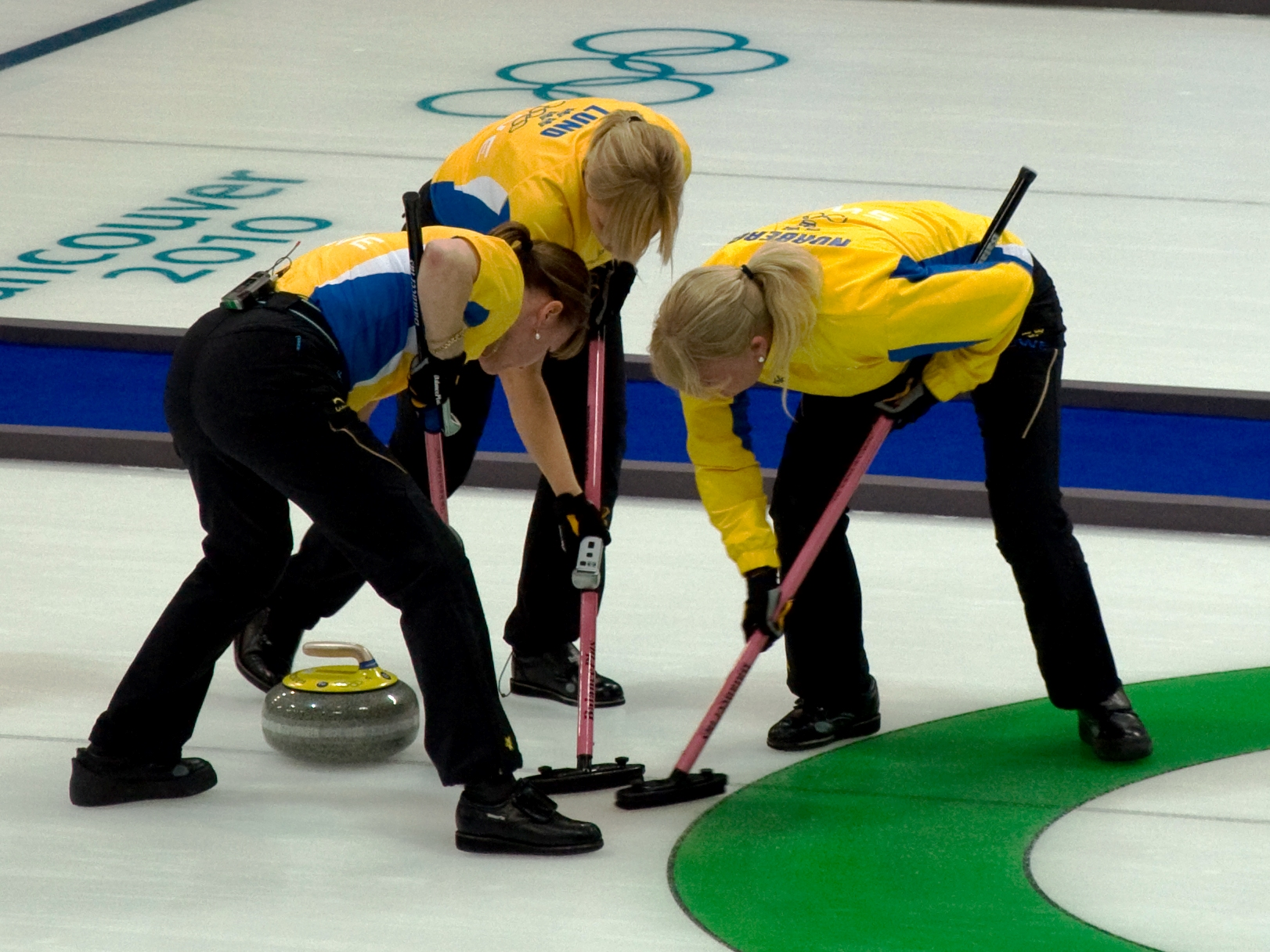
벤쿠버에서 개최된 2010년 동계 올림픽에 출전한 스웨덴팀 스킵이 스톤을 하우스안으로 보내기 위해 프런트엔드까지 올라와 스위핑에 동참하고 있다.

스톤을 투구한 뒤에도 스톤의 궤적은 여전히 스킵의 지시를 받는 스위퍼 2명의 영향 아래에 있다. 스위핑을 하는 몇 가지 이유는 스톤 아래의 마찰력을 줄이고, 휘어져 나가는(컬) 양을 줄이고, 스톤의 길목에 있는 잔존 물질을 청소하기 위함이다. 스톤은 속도가 떨어질수록 휘어져 나간다(컬한다). 스톤이 막 여행을 시작했을 때 스위핑하면 거리가 늘어날 뿐만 아니라 이동 경로도 직선이 되고 더 멀리 나가는 경향이 있다. 측방 운동이 시작된 이후에 스위핑하면 측방 이동 거리가 늘어날 수 있다. 스위핑할 때 스톤 아래에 형성되는 수막층을 살짝 키우려면 브룸 헤드의 스피드와 압력이 핵심이다.
컬링의 기술 면에서 볼 때 기본 중에 하나는 언제 스위핑할지 파악하는 일이다. 스톤 앞을 스위핑하게 되면 보통 스톤은 더 멀리 나가거나 더 똑바로 간다. 어떤 상황에서는 그 두 가지 변수 중 한 가지는 바람직하지 않다. 예로 스톤의 웨이트가 너무 많은데도 가드 스톤에 덤벼드는 컬 회전을 막으려면 스위핑이 필요하다. 팀원은 그 가드를 지나가는 대신 멀리 나가게 할지 아니면 가드를 히트할지 어떤 것이 더 좋을지 결정해야만 한다.
컬링 게임 중에 터져 나오는 고함의 상당 부분은 스킵이 샷의 라인을 주문할 때와 스윕퍼가 웨이트를 주문하는 때이다. 스킵은 스톤의 진로를 따져보고 의도한 궤적을 유지하기 위해 필요한 스위핑을 스위퍼에게 주문한다. 스위퍼는 이동 거리를 정확히 맞출 수 있게 스톤의 웨이트를 스킵에게 다시 통보하려면 스스로 스톤의 웨이트를 판단할 책임이 있다. 일부 팀은 스위핑을 보조하기 위해 백라인부터 가까운 호그라인까지 시간을 재는 용도로 스톱와치를 사용한다. 대다수 팀은 스톤이 멈출 것으로 예상되는 10개의 경기 구역을 숫자로 구분하는 넘버 시스템을 활용해서 의사 소통한다.
보통 스윕퍼 두 명은 스톤의 이동 경로가 상반되는 쪽에 위치한다. 다만 어느 쪽 스윕퍼의 힘이 센지에 따라 위치가 달라질 수 있다. 스피드와 압력이 스위핑에서 결정적이다. 브룸 잡기에서 한 손은 손잡이 끝에서 3분의 1 지점을 잡아야 하며 다른 손은 브룸의 머리에서 3분의 1 지점을 잡아야 한다. 브룸과 아이스의 각도는 아이스에 가장 많은 힘을 가할 수 있는 각도여야 한다. 정확한 압력의 양은 상대적으로 가벼운 쓸기에서 (잔존 물질이 스톤의 경로를 바꾸지 않을 정도로 "그냥 닦기") 최대 압력으로 빡빡 문지르기까지 다양하다.
스위핑은 티라인 이전까지는 어느 곳에서나 허용된다. 다만 자기 팀의 스톤일 경우에만 해당된다. 스톤의 앞 가장자리가 티라인을 넘어섰을 때는 팀원 한 명만 스위핑 할 수 있다. 아울러 스톤이 티라인을 다 지나가면 다른 팀 소속 팀원 한 명에게 스위핑이 허용된다. 이는 상대팀 팀원 한 명이 스위핑할 수 있는 유일한 경우인데 국제 규칙으로 들어오면 해당 당사자는 반드시 스킵이어야만 한다. 스킵이 투구할 경우에 해당 당사자는 써드여만 한다.

### 스톤버닝
가끔 선수들이 브룸이나 신체 일부로 인해 스톤을 건드릴 수 있다. 이를 일컬어 스톤을 버닝한다고 한다. 선수가 그런 식으로 스톤을 건드리면 바른 스포츠맨쉽 문제로 생각해 자신의 위반 행위를 말할 것으로 기대한다. (딜리버리 과정이 아니라) 스톤이 움직이지 않을 때 고정된 스톤을 건드리는 것은 (스톤의 위치가 바뀌는 방식으로 스톤을 치지 않는 이상) 규칙 위반이 아니다. 또한, (위반시) 스킵이 빼내야 할 스톤을 지목하는 것이 상례이다.
스톤을 인플레이 상황에서 건드릴 경우에 접촉 이후 결과대로 스톤을 두거나 어떤 스톤과도 접촉이 없었을 경우처럼 제자리를 찾아 놓거나 건드린 스톤을 경기에서 빼버리는 등 구제책이 다양하다. 비공식적인 리그 경기에서는 상대의 위반 행위 이후 위반하지 않은 팀의 스킵이 스톤의 위치 선정에 대해 최종 결정권을 갖게 된다.

### 샷의 종류

마지막 스톤을 갖은 팀이 드로우를 구사해서 엔드를 따내는 두 가지 방안

전략적, 전술적 이유로 여러 가지 다른 종류의 샷을 활용해서 신중하게 스톤을 배치한다. 다음과 같은 세가지 기본 범주로 분류한다.
가드는 하우스 전면 프리가드 존에 투구하는 일이다. 대게 샷락을(플레이 시점에서 가장 버튼에 가까운 스톤) 보호하거나 상대 팀의 샷을 어렵게 만든다. 가드 샷에는 센터 라인에 올리는 센터 가드와 센터 라인 좌측 우측으로 보내는 코너 가드가 있다. 아래 프리가드 존을 참조.
드로우는 오로지 하우스에 도달하기 위한 투구이다. 드로우 샷에는 레이즈와 엔글 레이즈, 컴 어라운드 그리고 프리즈 샷이 있다.
테이크아웃은 경기에서 스톤을 제거하는 계획으로 필과 히트 앤 롤, 더블 샷이 있다. 보다 자세한 목록은 컬링 용어집을 참조.

### 프리가드 존
네 개의 스톤이 플레이될 때까지 (양 팀이 각기 두 개) 프리가드 존에 있는 스톤을 (하우스를 제외한 호그 라인과 티 라인 사이 구역에 남겨진 스톤) 상대 팀의 스톤으로 제거할 수는 없다. 다만 걷어치우기(테이크아웃)가 아닌 이상 가드 스톤을 움직일 수 있다. 가드 락으로 알려져있다. 가드 락이 제거되는 경우 샷을 투구하기 직전 위치로 돌려 놓으며 상대편의 스톤은 경기에서 제거되며 재연 플레이를 할 수 없다. 이 규칙을 일컬어 포락 규칙 또는 프리가드 존이라 부르며 (캐나다에서는 쓰리락 규칙도 있었지만, 현재는 포락 규칙으로 대체되었다.)
상대적으로 최근에 추가된 프리가드 존 룰은 상대편의 가드 스톤을 필(발라내기)하는 전략에 대응하기 위해 추가되었다. 상대편의 스톤을 쳐서 투구자의 스톤까지 경기에서 아웃시키는 각도로 치는 것이다. 앞선 팀은 게임 중에 이 전략을 자주 구사하게 된다. 모든 스톤을 쳐냄으로써 상대 팀은 (해머를 보유했을 경우) 기껏해야 1점을 득점할 수 있다. 대안으로 해머를 보유한 팀은 연속적으로 스톤을 필(발라내기)할 수 있어 다음 엔드에서 마지막 스톤을 지키는 블랭크 엔드로 갈 수도 있다. 이 전략은 (주로 캐나다에서) 개발되었다. 아이스 제작자들이 빙판 표면을 예측할 수 있게 만드는 기술을 습득함에 더해 스톤 컨트롤 뛰어난 브러쉬 채택에 따른 결과이다. 확실한 전략이긴 하지만, 경기를 흥미롭지 않게 만든다. 현장에 있던 복수의 참관자는 필(발라내기) 기술이 동등한 양 팀이 좋은 빙판에서 맞붙게 되면 경기 시작 시 (혹은 경기 일정 중에 획득했건) 동전 던지기 승부에 따라 마지막 스톤을 누가 갖는 지에 따라 경기 결과를 예측할 수 있다고 지적한다. 1990년 브라이어 경기는 전체 필(발라내기)의 숫자 때문에 관람하기 지루했다고 컬링 펜들은 생각했고 다음 해에는 프리가드 존을 신속해 채택하였다. 이는 이러한 경기 양상에 대해 얼마나 반감이 있었는지 반영된 결과이다.
프리가드 존은 원래 수정된 멍크턴 룰라고 불렸으며 1990년 1월 뉴 브런즈윅 멍크턴시에서 열린 (당시 토너먼트로는 최대 상금을 수여했던) 멍크턴 100 캐시스필 경기를 위해 러스 하워드의 제안으로부터 개발되었다. 토너먼트에서 활용되며 하워드 팀이 활용한 연습 훈련에 기초한 하워드 룰은 (추후에 멍크턴 룰으로 알려짐) 처음 네 개 스톤을 엔드 내내 어느 시점이든 어디에 있던 상관없이 제거할 수 없게 한 규칙이다. 이런 경기 방식은 처음 네 개 스톤 투구에 국한해 스톤을 보호하는 구역을 프리가드 존으로 제한하는 쪽으로 변경되었다. 이후 국제 경기에서 포락(4스톤) 프리가드 존으로 채택되었다. 캐나다는 1993-94 시즌에 쓰리락(3스톤) 프리가드존 룰을 채택하기 전까지 전통적인 포락 룰을 유지했다. 캐나디안 챔피언쉽에서 쓰리락 룰을 수 년 사용하다가 그 뒤 우승자들이 월드 챔피언쉽 포락 룰에 적응해야만 했다. 캐나다 컬링 협회는 현재 표준인 포락 프리가드 존을 2002-2003 시즌에 채택하였다.
프리가드 존에 대응하는 전략의 하나로 컬링 선수가 개발한 틱 게임이 있다. (앨버타주의 케빈 마틴이 가장 좋은 사례 중 하나로 꼽힌다.) 틱 게임 샷은 가드를 측면으로 틱(툭 치기)를 시도해서 경기장에 남겨 놓되 가드 역할이 어렵거나 불가능하게 만들고 샷 자체는 경기에서 제거하는 샷이다. 틱(툭 치기) 효과는 기능적으로 가드 발라내기(필)과 동일하지만, 구사하기가 상당히 더 어렵다. 왜냐면 가드를 너무 새게 맞추기(히트)하는 샷이 (가드를 쳐서 아웃시키더라도) 결국에 스스로 가드가 될 수 있기 때문이다. 반면 가드를 충분히 강타하지 않으면 상대 팀이 여전히 전술적으로 활용할 수 있는 결과가 될 수 있다. 또한, 틱(툭 치기) 샷은 대단히 정확성을 요구하기 때문에 가드를 완전히 못 맞출 가능성도 높다. 이런 유형의 샷은 구사하기 어렵기 때문에 보통 최고의 팀만이 시도하며 예전 발라내기(필) 샷 방식의 효과만큼 경기를 지배하지도 못한다. 매니토바 출신 스티브 굴드가 틱(툭 치기) 플레이의 저변을 널 폈다. 틱(툭 치기) 샷은 목표 스톤에 적은 스피드를 가하기 때문에 구사하기는 더 쉬운 반면, 목표 스톤을 두껍게 가격하더라도 나가지 않을 가능성은 높아진다.

### 해머
한 엔드에 라스트 락 혹은 라스트 스톤 이점을 갖는 걸 해머라고 부른다.대개는 경기에 앞서 (코인 던지와 같이) 요행이나 버튼 드로우 경합을 통해 어떤 팀이 첫 엔드 해머를 갖게 될지 결정한다. 각 팀의 대표가 동심원 중앙에 가까이 붙이는 샷을 해서 각팀의 승패 기록을 비교하는 버튼 드로우 경합은 특히 동계 올림픽 같은 토너먼트 경기에서 이뤄진다. 두 번째 엔드 이후로는 이전 엔드에서 득점을 내지 못한 팀에게 해머가 넘어간다. 어떤 팀도 득점하지 못하는 경우 해머는 계속 같은 팀이 보유한다. 당연히 해머를 가진 팀이 안 가진 팀보다 다득점하기 쉽다. 해머를 가진 팀은 보통 2점 이상의 득점을 시도한다. 해머를 가진 팀의 스킵은 일 득점만 가능한 경우 다음 엔드에서도 해머를 유지하기 위해 전혀 득점을 하지 않는다. 이를 블랭크 엔드라고 부른다. 해머를 갖지 않고도 득점하는 것을 일컬어 보통 스틸링 또는 스틸이라고 하며 훨씬 난이도가 높다.

### 전략
컬링은 전략, 전술, 기술 싸움이다. 컬링 전략은 팀 전체의 기술과 상대 팀의 기술, 빙판의 상태, 게임에서 획득한 점수, 몇 차례 엔드를 남겼는지, 팀이 후공 찬스를 확보했는지(해머)에 따라 달라진다. 개별 팀은 한 엔드를 공격적인 플레이를 하거나 수비적인 플레이를 구사할 수 있다. 공격적인 플레이는 주로 드로우 투구를 통해 많은 스톤이 인플레이 구역에 놓이게 되므로 게임이 흥미진진해진다. 이는 동시에 매우 위험하기도 하지만, 보상도 매우 클 수 있다. 방어적인 플레이는 인플레이 구역에 많은 스톤이 놓이지 않도록 대량 히트(맞히기) 투구를 한다. 드로우를 잘하는 팀은 보통 공격적인 플레이를 선택하지만, 히트(맞히기)를 잘하는 님은 수비적인 플레이를 선택한다.

4피트 존과 코너 가드, 센터라인 가드를 도식화한 컬링 플레이 구역

한 팀이 한 엔드에 헤머를 확보하지 못했다면 상대방이 버튼에 접근 못하도록 하우스 4피트 존을 막아 서는 선택을 한다. 그렇게 하려면 하우스 앞 쪽 센터 라인에 걸치는 센터 라인 가드를 투구하면 된다. 헤머를 확보한 팀은 팀원들이 언제고 버튼에 접근할 수 있게 하우스 4피트 존을 개방 상태가 되도록 유지한다. 헤머를 보유한 팀은 한 엔드 첫 번째 스톤이 하우스 앞쪽을 점유하되 4피트존 바깥에 놓는 코너 가드를 투구할 수 있어 (나중에) 프리가드 존을 활용한다. 한 팀이 한 엔드에 두 점을 득점하기 위해선 코너 가드가 중요하다. 왜냐면 팀 원이 코너 가드를 돌아가는 드로우를 구사하거나 (하우스 주변 스톤을) 맞히고 굴러(히트엔 롤) 들어가 코너 가드 뒤에 숨으면 상대 팀이 그것을 제거하는 샷을 하기가 어려워지기 때문이다.
한 엔드에 두 점 이상의 점수를 득점하는 것이 헤머를 보유한 팀에게는 이상적인 전략이다. 1점을 득점하게 되면 기회를 날리는 셈이다. 다음 엔드에 마지막 스톤을 못 쥐게 되어 불리하다. 팀이 2점 득점을 할 수 없으면 남은 상대팀 스톤을 남김 없이 제거하고 우리 스톤을 밖으로 보내는 블랭크 엔드를 시도한다. 또는 상대팀 스톤이 없으면 스톤이 하우스를 통과하는 투구를 해서 양 팀 모두 무득점이 되면서 해머를 보유한 우리 팀이 다음 엔드에서 다시 한 번 2점 이상 득점을 노릴 수 있다. 대게 해머를 보유하지 않은 팀은 해머를 보유한 팀이 1득점만 내도록 내몰아 해머를 되찾거나 1득점 이상을 득점해 해당 엔드를 스틸하길 원한다.
대게 경기를 많이 앞선 팀일 수록 더욱 수비에 치우친 플레이를 할 수밖에 없다. 상대 팀의 스톤을 모두 맞하기(히트)하면 상대의 다득점 기회를 박탈하게 되므로 앞서가는 상태를 방어하게 된다. 앞선 팀이 방심한 나머지 자기 팀 스톤을 인플레이 구역에 남겨 놓게 되면 위험해 질 수 있다. 가드는 다른 팀이 돌아갈 수 있고 하우스에 들어간 스톤은 (티라인 앞에 있으면) 뒤로 밀쳐낼 수 있고 (티라인 뒤에 있으면) 부닥쳐 세우는데(프리즈) 활용할 수 있다. 부닥쳐 세운 스톤은 제거가 어렵다. 왜냐하면 상대 스톤에 닿거나 앞에 위치했기 때문에 프리즈(고정) 상태이기 때문이다. 이 시점에는 한쪽 팀이 필(발라내기)을 선택한다. 자기 팀이 던지는 스톤이 상대 스톤을 맞히기(히트)할 뿐만 아니라 우리 스톤도 경기장 밖으로 보낸다는 의미다. 필(발라내기)는 가장 센 힘으로 투구하는 히트(맞히기)이다.

### 경기의 포기
지고 있는 팀이 현실적으로 시합을 이길 가능성이 더 이상 없다고 믿을 때, 모든 엔드를 마치기 전에 경기를 포기하는 것은 어느 단계이건 드물지 않다. 전국과 국제 선수권대회의 플레이오프 경기에서는 8엔드를 마친 후에 이러한 형식으로 패배를 인정할 수 있다. 경쟁을 벌이는 시합에서는 통상 지고 있는 팀이 '돌을 모두 소진하면', 즉, 마지막 엔드에서 무승부가 되기 위해 필요한 점수보다 사용할 수 있는 스톤의 수가 적게 되면 끝을 낸다.
팀이 경기에 이기는 것이 불가능하거나 거의 불가능하다고 느낄 때, 보통은 상대편 팀과 악수하면서 패배를 인정한다. 이는 시합 중 어느 단계건 일어날 수 있지만, 주로 마지막 엔드 가까이에서 발생한다. 동계 올림픽 게임에서는 리그전 중 어느 엔드건 마친 후에 패배를 인정할 수 있지만, 토너먼트 단계에서는 8엔드를 마쳐야만 시합 포기가 가능하다.
컬링은 다른 경기와는 달리, 시합 포기를 부정적으로 보지 않는다. 실제로는, 많은 경쟁 시합에서 수학적으로 비기는 것이 불가능할 때에 그 팀은 패배 인정이 요구된다. 많은 사회적 상황에서 시합이 한참 힘에 부침에도 경기를 계속하는 것은 종종 결례(또는 얕보기)로 여겨진다. 일부 스킵은 마지막 돌을 던지기 전에 기술이 아닌 운이 있어야만 좋은 결과를 바랄 수 있다고 느끼면 시합을 포기하기도 한다.

## 점수 체계

### 계산과 판정

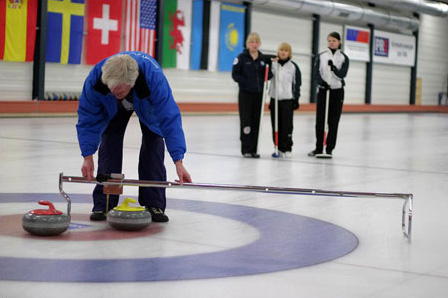
메이져를 이용해 어느 스톤이 중앙에 더 가까운지 측정하고 있다.

컬링 경기에서의 승자는 10엔드(end)가 모두 끝날 때까지 더 많은 점수를 획득한 팀이 된다. 각 엔드에서 두 팀이 각각 8개의 스톤을 모두 던진 후, 버튼에서 가장 가까운 곳에 있는 스톤의 소유자가 해당 엔드의 승자가 되며, 승자팀은 버튼에서 가장 가까운 상대편의 스톤보다 버튼에 더 가까이 붙인 스톤의 개수만큼 점수를 획득한다. 패자의 스톤 중 버튼에서 가장 가까운 위치의 것 외의 스톤들은 점수에 아무런 영향을 미치지 않는다.
점수 계산시에는 하우스 안쪽에 위치한 스톤만이 그 대상이 된다. 즉, 스톤이 직경 3.8m(12피트)의 원 안에 위치해 있거나 또는 스톤의 일부분이 원의 일부에 걸려 있어야 한다. 스톤의 하부는 곡면을 이루고 있으므로 위에서 볼 때 하우스의 끝에 걸쳐 있지만 실제로는 스톤 바닥면이 하우스와 접촉하고 있지 않는 경우도 있는데, 이를 스톤이 하우스 끝에 ‘물렸다’(bite)라고 표현하며, 이 또한 점수 계산 대상에 포함된다.
상황에 따라 두 스톤 중 어느 스톤이 버튼에 더 가까운지, 혹은 스톤이 하우스 끝에 물려 있는 상태인지 아닌지를 육안으로는 판단하기 어려울 때가 있는데, 이 때에는 정확한 측정을 위해 컴퍼스와 동일하게 생긴 장비인 '메이져'를 사용한다. 그러나 경기 중에는 이 장비를 사용할 수 없으므로, 선수들은 스톤의 위치가 애매한 상황에서도 어떻게든 육안으로 판단하여 전략을 세워야만 한다. 이 때문에 때로는 선수들의 판단 착오가 경기 결과를 바꾸는 상황이 발생하기도 한다.

### 스코어보드
점수는 스코어보드에 표시되며, 스코어보드의 종류에는 야구식 스코어보드와 클럽식 스코어보드가 있다.
야구식 스코어보드는 텔레비전 중계시 시청자가 점수를 읽기 쉽게 하기 위한 목적으로 고안되었다. 1부터 10까지(동점 상황이 발생할 경우 11엔드가 포함되기도 함) 각 엔드를 나타내는 숫자가 첫 번째 행에 차례로 표시되며, 오른쪽 끝에는 총점을 표시하기 위한 열이 하나 더 붙는다. 그 아래에 각 팀의 점수를 나타내는 두 개의 행이 표시된다.
클럽식 스코어보드는 대다수의 클럽에서 사용하는 전통적인 방식이다. 야구 방식 스코어보드에서는 가변적으로 표시해야 하는 숫자의 양이 매우 많은 데 반해 이 방식에서는 오직 각 엔드를 나타내는 1에서 11까지의 숫자들이 한 번씩만 사용되므로, 숫자가 인쇄된 카드를 사용해 점수를 표시하기에 용이하다. 이 방식에서 세 개의 행 중 가운데 행은 모든 가능한 누적 점수를 의미하며. 그 위와 아래 행에는 각 팀이 해당 누적 점수를 기록한 엔드의 숫자가 기입된다. 예를 들어 레드팀이 1엔드에 3점을 땄을 경우, 레드팀 행의 3점 열에 ‘1’을 표시한다. 2엔드에서 레드팀이 다시 2점을 추가 득점했을 경우, 누적 점수는 5점이 되므로 레드팀 행의 5점 열에 ‘2’를 표시한다. 이러한 방식은 컬링에서 한 엔드에 오직 한 팀만이 점수를 추가할 수 있기 때문에 가능하다. 두 팀이 모두 득점에 실패하는 경우가 발생할 수 있는데, 이러한 엔드를 ‘블랭크 엔드’(blank end)라 하며 보통 가장 오른쪽 끝열에 해당 엔드에서 해머를 가졌던 팀쪽에 표시되거나, 혹은 블랭크 엔드를 위해 따로 만들어 놓은 칸에 표시된다.
아래는 두 가지 스코어보드 양식의 예이다. 점수 내용은 2006년 동계 올림픽 컬링 남자 결승전의 실제 경기 결과를 바탕으로 작성되었다.
| 팀     | 1 | 2 | 3 | 4 | 5 | 6 | 7 | 8 | 9 | 10 | 총계 |
| 캐나다 | 0 | 2 | 1 | 1 | 0 | 6 | 0 | 0 | x | x  | 10   |
| 핀란드 | 2 | 0 | 0 | 0 | 1 | 0 | 0 | 1 | x | x  | 4    |

| 캐나다 |   | 2 | 3 | 4 |   |   |   |   |   | 6  |    |    |    |    |    |             |
| 점수   | 1 | 2 | 3 | 4 | 5 | 6 | 7 | 8 | 9 | 10 | 11 | 12 | 13 | 14 | 15 | 블랭크 엔드 |
| 핀란드 |   | 1 | 5 | 8 |   |   |   |   |   |    |    |    |    |    |    | 7           |

각 엔드마다 팀당 8개의 스톤을 던지므로 한 팀이 한 엔드에서 득점할 수 있는 최고 점수는 8점이며, 이를 ‘에이트 엔더’(eight-ender) 또는 ‘스노맨’(snowman)이라 부르기도 한다. 상당히 큰 실력차이가 존재하는 것이 아닌 이상 한 엔드에서 8점을 기록하는 것은 매우 어려워서, 야구에서 투수가 퍼펙트 게임을 달성하는 것에 비견될 수 있다. 가장 잘 알려진 에이트 엔더 기록으로는 2006년 플레이어스 챔피언십 경기에서 나온 것이 있다. 이 대회에서 이듬해 2007년 월드 챔피언이 된 켈리 스콧이 1998년 월드 챔피언십 동메달리스트였던 캐시 킹을 상대로 한 경기의 한 엔드에서 8점을 기록했다.

## 대중 문화
- KBS 드라마 스페셜 《닿을 듯 말 듯》 (2018년)

## 같이 보기
- 올림픽 컬링
- 휠체어 컬링
- 바이에른 컬링
- 세계 컬링 연맹
- 보치아 - 컬링과 유사한 장애인 스포츠